# Austrolebias charrua
Austrolebias charrua es un pez de la familia de los rivulinos en el orden de los ciprinodontiformes.

## Morfología
Los machos pueden alcanzar los 4,7 cm de longitud total.

## Distribución geográfica
Se encuentran en Sudamérica: Brasil y Uruguay.